# Secret Service Sanders
 (octobre 2024).
La mise en forme du texte ne suit pas les recommandations de Wikipédia : il faut le « wikifier ».
Les points d'amélioration suivants sont les cas les plus fréquents. Le détail des points à revoir est peut-être précisé sur la page de discussion.
- Les titres sont pré-formatés par le logiciel. Ils ne sont ni en capitales, ni en gras.
- Le texte ne doit pas être écrit en capitales (les noms de famille non plus), ni en gras, ni en italique, ni en « petit »…
- Le gras n'est utilisé que pour surligner le titre de l'article dans l'introduction, une seule fois.
- L'italique est rarement utilisé : mots en langue étrangère, titres d'œuvres, noms de bateaux, etc.
- Les citations ne sont pas en italique mais en corps de texte normal. Elles sont entourées par des guillemets français : « et ».
- Les listes à puces sont à éviter, des paragraphes rédigés étant largement préférés. Les tableaux sont à réserver à la présentation de données structurées (résultats, etc.).
- Les appels de note de bas de page (petits chiffres en exposant, introduits par l'outil «  Source ») sont à placer entre la fin de phrase et le point final[comme ça].
- Les liens internes (vers d'autres articles de Wikipédia) sont à choisir avec parcimonie. Créez des liens vers des articles approfondissant le sujet. Les termes génériques sans rapport avec le sujet sont à éviter, ainsi que les répétitions de liens vers un même terme.
- Les liens externes sont à placer uniquement dans une section « Liens externes », à la fin de l'article. Ces liens sont à choisir avec parcimonie suivant les règles définies. Si un lien sert de source à l'article, son insertion dans le texte est à faire par les notes de bas de page.
- La présentation des références doit suivre les conventions bibliographiques. Il est recommandé d'utiliser les modèles {{Ouvrage}}, {{Chapitre}}, {{Article}}, {{Lien web}} et/ou {{Bibliographie}}. Le mode d'édition visuel peut mettre en forme automatiquement les références.
- Insérer une infobox (cadre d'informations à droite) n'est pas obligatoire pour parachever la mise en page.

Pour une aide détaillée, merci de consulter Aide:Wikification.
Si vous pensez que ces points ont été résolus, vous pouvez retirer ce bandeau et améliorer la mise en forme d'un autre article.
Pour plus de détails, voir Fiche technique et Distribution.
Secret Service Sanders est un film à épisodes américain, réalisé par Duke Worne, sorti en 1925.
Produit et distribué par Rayart Pictures Corporation, le film  met en vedette Ashton Dearholt et Ann Little. Il comportait 15 chapitres sur 30 rouleaux de film et fut projeté dans les salles américaines entre le 1er mai et le 7 août 1925. La série est sortie au Royaume-Uni à partir du 1er mars 1926.
Cette série était considérée comme perdue jusqu'à ce que cinq bobines de film positif au nitrate de 35 mm soient trouvées dans une collection privée. Cependant, une partie de la série est toujours perdue car les rouleaux sont incomplets.

## Distribution

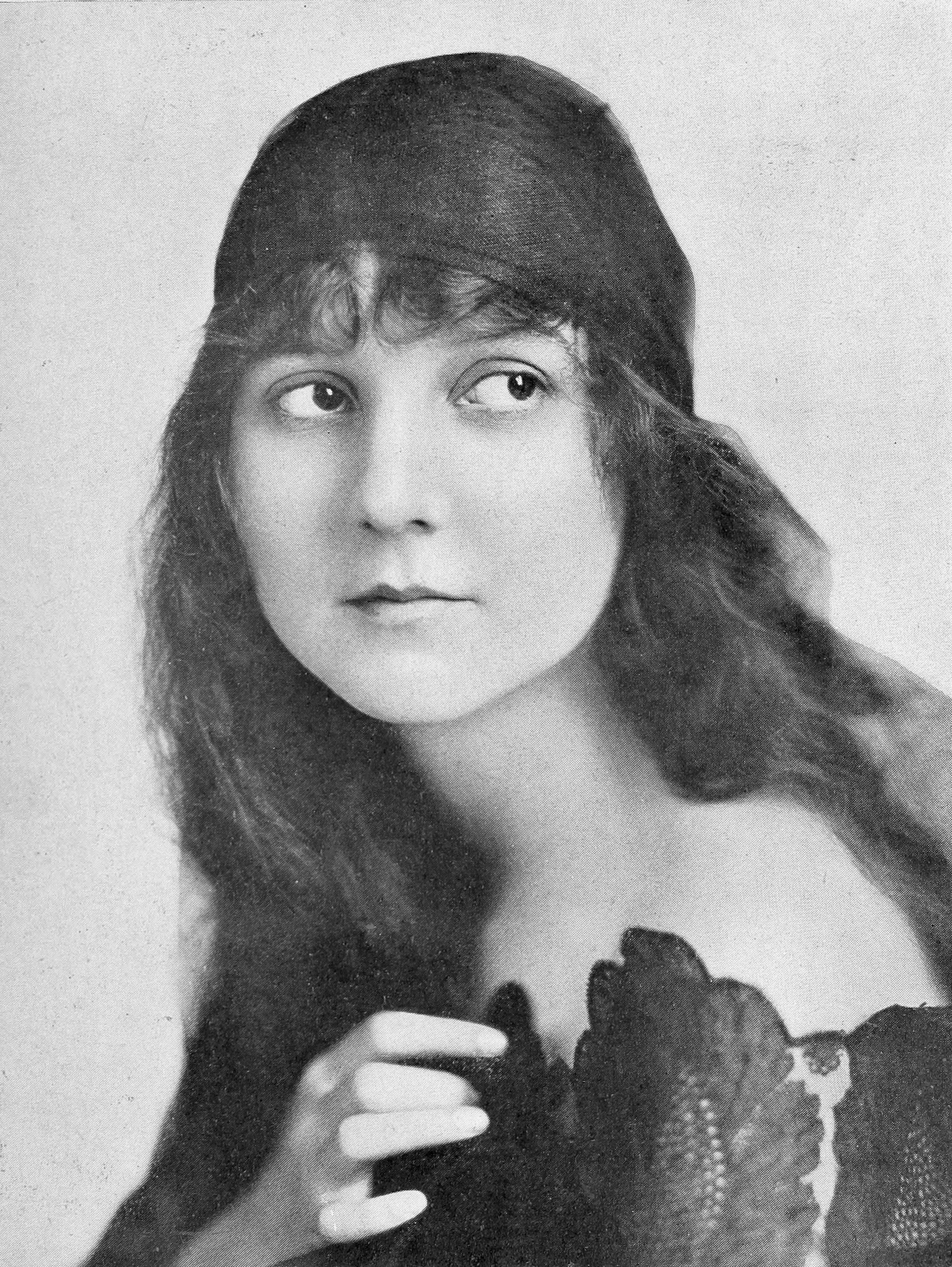
Ann Little, qui joue Ann Walters dans Secret Service Sanders.

| Acteur           | Personnage        | Détails                    |
| ---------------- | ----------------- | -------------------------- |
| Ashton Dearholt  | Richard Sanders   | Crédité comme Richard Holt |
| Ann Petit        | Anne Walters      |                            |
| Hélène Broneau   | Céleste Treavours |                            |
| Clark B. Café    |                   |                            |
| Franck Boulanger |                   |                            |
| Pierre Coudre    |                   |                            |
| Ellis Houston    |                   |                            |

## Chapitres
La série comptait 15 chapitres avec deux bobines chacun.
| Nº | Titre                 | Sortie          |
| -- | --------------------- | --------------- |
| 1  | The Plunge of Doom    | 1er mai 1925    |
| 2  | The Brink of Eternity | 8 mai 1925      |
| 3  | Race of Death         | 15 mai 1925     |
| 4  | The Path of Peril     | 22 mai 1925     |
| 5  | Thundering Hoofs      | 29 mai 1925     |
| 6  | River of Dread        | 5 juin 1925     |
| 7  | Curse of Gold         | 12 juin 1925    |
| 8  | The Tunnel of Horror  | 19 juin 1925    |
| 9  | Doomed                | 26 juin 1925    |
| 10 | Heritage of Hate      | 3 juillet 1925  |
| 11 | The Brink of Despair  | 10 juillet 1925 |
| 12 | Blasted Hopes         | 17 juillet 1925 |
| 13 | Flames of Vengeance   | 24 juillet 1925 |
| 14 | Destruction Bound     | 31 juillet 1925 |
| 15 | The Final Reckoning   | 7 août 1925     |